# Finnwars
FinnWars är en modifikation till Battlefield 1942 och följer Finlands öden i andra världskriget. Med kartor ur Vinterkriget, Fortsättningskriget och Kriget i Lappland. Modifikationen var under utveckling i två år innan den slutliga versionen släpptes 24 juli 2005.

## Historia
I januari 2003 började Tapani Valkonen (alias Tenttu) med en helkonvertering av Battlefield 1942 som skulle fokusera på Finland i andra världskriget. Projektet började med namnet Finlandiamod.  Tenttu rekryterade medarbetar mest på IRC-kanaler och gruppen arbetade under största delen av 2003, i maj samma år gjordes den första spelbara versionen inom gruppen och målet var att få en alfaversion till julen 2003. Men på grund av stora mängder buggar som var svåra att hitta så gick det ända in till början av 2004 innan gruppen bestämde sig för att släppa en tidig version så att finnandet av buggar skulle förenklas när fler spelare prövade modifikationen, så 7 februari 2004 släpptes alfa 0.5.
Modifikationen blev en succé och tiotusentals personer laddade ned den och snabbt följde version 0.51 och 0.52 där vissa allvarliga buggar blev fixade. Efter 0.52 var det tyst en stund medan gruppen arbetade på nytt innehåll till modifikationen och i juni 2004 släpptes slutligen version 0.55 och innehöll saker som inte tidigare funnits i Battlefield modifikationer såsom löpgravar och en eldkastartank (OT-130). Efter version 0.55 som var den första som både utvecklarna och spelarna var nöjda med så bestämde sig gruppen för att bara hålla sig till Vinterkriget och att göra det bra. 
Följande version var beta 0.56 och den lade till skidor och amfibietanken T-38, någon i utvecklingsgruppen hade också gjort några kartor för kriget i Lappland och de lades in, med tanken att Lapplandskriget kunde väl vara med men Fortsättningskriget var för mycket att handskas med. Version 0.57 släpptes 30 november, 65 år efter att Vinterkriget börjat och spelarbasen hade ökat så mycket att utvecklarna igen började fundera på att lägga in Fortsättningskriget och under början av 2005 arbetade gruppen på att lägga in Fortsättningskriget, tills FinnWars final slutligen släpptes den 24 juli 2005 och i den sista versionen lades äntligen flygvapnet in, som inte varit med tidigare på grund av mängder med buggar.

## Arméer och utrustning

### Finland

#### Vapen
- L/35 Lahti Pistol
- M/31 Konepistooli "Suomi" SMG
- L-39 AT-Gevär
- M/27 "Pystykorva" Gevär
- Lahti-Saloranta M/26 Lätt Maskingevär
- Panzerfaust 60 AT-vapen
- Satchel Charge AT-vapen
- Maxim M/09-21 Maskingevär
- Maxim-Sokolov M1910 Maskingevär
- Molotovcocktail

#### Fordon
- Renault FT17 Lätt tank
- T/34-85 Medeltung tank
- Vickers Six-ton Tank Lätt tank
- Curtiss Hawk P-75 Jaktplan
- Fokker D-21 Jaktplan
- Gloster Gladiator Mk. II Jaktplan
- Komsomolets Artilleritrakto
- Sturmgeschütz III Ausf. G Assault Gun

### Sovjet

#### Vapen
- Nagant M1895 Pistol
- PPD-34 SMG
- PPSh-41 SMG
- M/36 Simonov Automatgevär
- Mosin-Nagant M1891 Gevär
- Degtjarev DP "Emma" Lätt Maskingevär
- Maxim M/09-21 Maskingevär
- Maxim-Sokolov M1910 Maskingevär
- RGD-33 Handgranat

#### Fordon
- OT/130 Lätt tank
- T/26 M31 Lätt tank
- T/26 M33 Lätt tank
- T/26 M37 Lätt tank
- T/28 Medeltung tank
- T/34 Medeltung tank
- T/38 Lätt amfibietank
- Polikarpov I-153 Jaktplan
- FAI Bepansrad bil
- Komsomolets Artilleritraktor
- Soviet Locomotive Lok
- Zis-5 Lastbil